# Zrin (utvrda)
Utvrda Zrin je srednjovjekovna utvrda smještena na padinama Zrinske gore iznad današnjeg istoimenog sela Zrin, petnaestak  kilometara sjevernije od Dvora, današnjega općinskog sjedišta. Zrin je u srednjem vijeku bio vrlo važan posjed obitelji Zrinski, centar velikog teritorija uz lijevu obalu Une, od Kostajnice do Žirovca i do vrhova Zrinske gore.

## Značenje imena
Ime joj vjerojatno potječe od arhaičnog glagola zrijeti ili zirkati, što upućuje na dobar vidik i veliku stratešku važnost te utvrde. Inače ime joj je, zahvaljujući slavi njegovih vlasnika, postalo poznato diljem cijele ondašnje Europe.

## Povijest
Prvi pisani izvori o gradu Zrinu potječu iz 1295. godine, kao mjestu u kojem je ban Stjepan II. Babonić, posjednik ovih krajeva, pisao neku darovnicu. I 1302. godine Zrin je mjesto pisanja darovnice. Zrin je morao biti jedno od sjedišta obitelji Babonić, koja je u to vrijeme držala dio današnje Banovine i Bosanske krajine. No, Babonići nisu dugo držali Zrin. Godine 1347. kralj Ludovik I. Anžuvinac oduzeo je Zrin Lovri Totu, županu Vašvarske i Šopronske županije i darovao ga Grguru IV. i njegovom štićeniku Jurju III. Bribirskom, u zamjenu za Ostrovicu kraj Zadra. Juraj III. Bribirski tako postaje osnivač loze Zrinski kao Juraj I. Zrinski. Otada Zrinski postupno šire svoje stečevine na područje između gornje Une i Kupe, pa su u kasnom 14. stoljeću zauzimali već veće dijelove današnje Banovine i Korduna.
Gospodarsku moć Zrinski stječu polovicom 15. stoljeća, kada im kralj Matija Korvin dopušta iskorištavanje rudnika srebra i olova u Gvozdanskom. Nikola III. Zrinski kasnije počinje kovati novac na području Gvozdanskog. Opasnost od Osmanlija na ovim područjima osjetila se tek nakon pada Bosne 1463. godine.
Godine 1493. na Krbavskom polju u bitci s Turcima gine glava obitelji Zrinski, Petar II. Zrinski, a nasljeđuje ga njegov sin, maloljetni Nikola III. Zrinski koji već 1504. godine osniva u Zrinu franjevački samostan, od kojeg se do danas sačuvala samo kapela Svete Margarete u ruševinama. Donedavno je na zapadnom pročelju kapele stajala uzidana nadgrobna ploča Nikole III.
Godine 1508., rodio se u Zrinu najslavniji izdanik loze Zrinski, Nikola Šubić Zrinski, a Zrinski su ostali vlasnicima Zrina i nakon njegove smrti kod Sigeta, sve do 1577. godine kad su je osvojili Turci.

## Izgled utvrde
Jaki je zid okruživao ovalni zaravanak, a uz ulaz je bila visoka i jaka kula. Na rekonstrukciji napravljenoj 1700. godine uočava se da je unutar obodnih zidova postojala još jedna unutrašnja utvrda s dvije kružne kule na obodima. Na crtežu i drugim tlocrtima iz 18. stoljeća vidljive su visoke i čvrsto građene odaje koje su služile kao dvor velikaša i za smještaj vojničke posade. Utvrda je bila mnogo puta oštećena u ratnim opsadama, ali je i mnogo puta obnavljana. Za obranu su je povremeno osposobljavali i Turci, a danas je gotovo potpuna ruševina. Isti je slučaj s ruševinama obližnje gotičke crkve Sv. Marije Magdalene.
Danas se osim bedema, vide još i branič kula, trapezasta kula-bastion, te  tri ulaza, nastala u tri različita doba. Gradskih vrata srednjovjekovnog Zrina više  nema; ondje se nalazi samo rupa u bedemu. Na utvrdi je još krajem 19. stoljeća, kako spominje Kukuljević, bio  zasađen voćnjak.  
Sjeverozapadni dio grada izgrađen je na stijeni i nešto je izdignutiji u odnosu na ostalu površinu grada unutar bedema. Branič-kula na jugu danas je prilično razvaljena, iako je još pred Drugi svjetski rat bila pod krovom. Kula je kvadratna tlocrta, a  sačuvana je do visine drugog kata. Kutovi su pojačani klesanim kvadrima, a sačuvano je i nekoliko malih prozora, te se trenutačno na njoj vrše konzervatorski radovi.  
Zid bedema teče uokolo čitavog grada i na nekim mjestima je sačuvan u većoj visini. Vanjsko lice bedema je u lošem stanju, oljušteno. Najstariji ulaz u grad se nalazio na sjevernoj strani s manjim vratima za pješake i većim za konje. Pred ovim se dvostrukim vratima vjerojatno nalazio i podizni most, a vrata su se nalazila na velikoj strmini tako da je jurišanje na njih bilo onemogućeno.  
Do 1975. godine na istočnom bedemu stajale su još dvije strijelnice za kosi hitac. Kukuljević u svojem radu o Zrinu navodi da su takve puškarnice bile posvuda uokolo bedema. Osim zidova i opisanih pojedinosti, među odvaljenim kamenjem pronađeni su bolje klesani ulomci stupova, žlijeba za izljev vode, nadvoj jednog gotičkog prozora, a zbog toga što su svi ovi komadi lijepo klesani, oni govore o postojanju fino izrađenih objekata, tj. palača.
U unutrašnjosti utvrde nalazilo se još nekoliko objekata, a među ostalima toranj kvadratna tlocrta u sjeverozapadnom kutu grada i omanji sakralni objekt, nacrtan kao tlocrt romaničkih karakteristika. Ipak,u prvoj polovici 16. stoljeća Osmanlije sve jače ugrožavaju krajeve oko današnjeg Dvora, pa austrijski inženjeri i kapetani sve češće obilaze teren, pregledavajući i zapisujući stanje fortifikacija.
Ivan Lenković, vrhovni zapovjednik kraljeve vojske na hrvatskoj granici, predviđa rušenje grada Zrina, što se ipak nije dogodilo kao što je to bio slučaj s nekim drugim gradovima na Hrvatskoj krajini. Lenković je smatrao da sve utvrde koji su nepodesne za novi način ratovanja, kao i sve manje kule i gradove, treba srušiti, zato da se u njima Osmanlije ne utvrde, a da se obrana treba koncentrirati tek na nekoliko važnijih lokacija.
Komisija koja je obišla Zrin 1563. godine smatrala je kako grad ipak ne treba srušiti. Zanimljivo je da je komisija zatekla na gradu radnike koji su ga popravljali. Obrambeni zidovi 1577. godine bili su već u jako lošem stanju, tako da zapovjednik obrane grada Toma Dornberg predlaže da se oko zidina podignu bedemi od zemlje koja bi se podupirala koljem i šibljem. Problem grada je, međutim, bio nedostatak vode, pa su se radovi mnogo teže mogli izvoditi. Za vodu su se stanovnici utvrde morali spuštati do potoka. Osmanlije su već krajem 16. stoljeća popalili sva selišta oko Zrina, pa su tek utvrde postale pribježišta seljacima.
U listopadu 1577. godine Osmanlije su osvojili Zrin, a Toma Dornberg opravdava pad Zrina malobrojnošću posade, koja se branila koliko je to bilo moguće. U borbi za Zrin su pali, ili su bili zarobljeni od Osmanlija, dva vojvode, četiri desetnika, jedan zastavnik i dvadeset i pet vojnika. Ostali su se spasili bijegom.
Zrin je vraćen Habsburškoj Monarhiji 1687. godine; grad se tada nalazio u lošem stanju. Nakon protjerivanja Osmanlija s Banovine Zrin je izgubio dotadašnju stratešku važnost, ali se u njem zadržala vojska, te je bio obnovljen 1753. godine. U doba preustroja Vojne krajine u Zrinu je bilo središte satnije. Početkom 19. stoljeća utvrda je stradala u požaru, a 1925. godine, u povodu 1000. obljetnice Hrvatskoga Kraljevstva, Družba "Braća Hrvatskoga Zmaja" obnovila je utvrdu i branič-kulu. Godine 1943. partizani su dinamitom teško oštetili južnu branič-kulu.

## Danas
Danas su od te velebne tvrđave ostale samo ruševine, a 2017. godine počela je obnova i konzervacija. Cilj je utvrdu sačuvati i obnoviti, kako bi ta važna povijesno-kulturna baština bila sigurna za razgledavanje. Nakon što je osiguran ulaz u sam prostor utvrde, izvršena je sanacija i rekonstrukcija južnog dijela obrambenog zida starog grada Zrina. Zidovi široki i do dva metra obrađuju se ručno jer se mora paziti na svaki detalj. Do utvrde se dolazi cestom od Dvora ili Hrvatske Kostajnice.

## Galerija
- Utvrda Zrin
- Pogled na Utvdu Zrin
- Putokaz Zrin
- Pogled s utvrde Zrin
- Memorijalna ploča
- Zidine utvrde
- Srednjovjekovni franjevački samostan
- Srednjovjekovni franjevački samostan
- Srednjovjekovni franjevački samostan